# Apostolisches Exarchat Italien

Wappen

Das Apostolische Exarchat Italien (lateinisch Exarchatus Apostolicus Italiae Ucrainorum) ist ein in Italien gelegenes Apostolisches Exarchat der ukrainischen griechisch-katholischen Kirche mit Sitz in Rom, wo sich die Kathedrale SS. Sergio e Bacco degli Ucraini befindet.

## Geschichte
Das Apostolische Exarchat Italien wurde am 11. Juli 2019 durch Papst Franziskus errichtet. Bis zur Ernennung des ersten Exarchen Dionisio Lachovicz am 24. Oktober des folgenden Jahres verwaltete Kardinalvikar Angelo De Donatis das Exarchat als Apostolischer Administrator.

## Apostolische Exarchen
- Dionisio Lachovicz OSBM, 2020–2025
- Sedisvakanz, seit 2025